# Jean-Noël Kapferer
Jean-Noël Kapferer est un professeur de marketing français reconnu comme un spécialiste de la communication.
Ses travaux sur la psycho-sociologie des rumeurs l'ont fait connaître. À la suite notamment d'Alfred Sauvy et d'auteurs américains, il étudie les caractéristiques d'apparition de grandes rumeurs et légendes urbaines et la façon dont elles se diffusent.

## Biographie
Jean-Noël Kapferer est diplômé d'HEC Paris en 1970, d'un DES de Sciences Economiques en 1972, à l'université Paris Panthéon Sorbonne, et a un Ph.D de la Kellogg Graduate School of Management (Northwestern University, USA) obtenu en 1975. Il a tenu le rôle de président de la Fondation pour l'étude et l'information sur les rumeurs. Il est Professeur à HEC depuis 1970, où il est, depuis 2004, professeur de marketing émérite à HEC et anime de nombreux séminaires internationaux.
Le Canard enchaîné révèle, le 7 septembre 1988, que le SIRPA a commandé à Kapferer, en 1987, une étude présentant l'affaire des disparus de Mourmelon comme une légende urbaine. L'article sortira quelques mois plus tard, en 1989, dans la Revue Française de Sociologie.
Il est par la suite devenu titulaire de plusieurs chaires d'enseignement en Asie et membre de l'American Marketing Association, l'American Psychological Association et l'Association for Consumer Research.

## Publications
- (avec Jean-Claude Thoenig), La marque, McGraw-Hill, 1979.
- (avec Bernard Dubois), Échec à la science : La survivance des mythes chez les Français, nouvelles éditions rationalistes, 1981.
- Rumeurs, le plus vieux média du monde, Paris, Seuil, 1987, 356 p. (ISBN 2-02-024743-7).
- Les marques, capital de l'entreprise, Paris, Éditions d'organisation, 1991, 368 p. (ISBN 2-7081-1296-1).
- (avec Gilles Laurent), La sensibilité aux marques : marchés sans marques, marchés à marques, Paris, Éditions d'organisation, 1992, 224 p. (ISBN 2-7081-1519-7).
- Les chemins de la persuasion : [le mode d'influence des médias et de la publicité sur les comportements], Paris, Dunod, 1993, 346 p. (ISBN 2-04-019722-2).
- Ce qui va changer les marques, Paris, Eyrolles, 2005, 535 p. (ISBN 2-7081-3354-3).
- Les marques, capital de l'entreprise : créer et développer des marques fortes, Paris, Eyrolles, 2007, 4e éd., 813 p. (ISBN 978-2-212-53908-0).
- (avec Vincent Bastien), Luxe Oblige, Paris, Eyrolles, 2008, 383 p. (ISBN 978-2-212-54201-1 et 2-212-54201-1, lire en ligne).
- (en) The New Strategic Brand Management. Advanced Insights and Strategic Thinking, Kogan Page, 2012, 5e éd..
- Ré-inventer les marques. La fin des marques telles que nous les connaissions…, Paris, Eyrolles, 2013, 240 p. (ISBN 978-2-212-55544-8 et 2-212-55544-X, lire en ligne).
- Luxe. Nouveaux challenges, nouveaux challengers, Paris, Eyrolles, 2016.

### Documentaire
- 1997 : Rumeurs sur Carpentras, avec Jean-Charles Deniau[3].

## Récompenses
- 1979 : Grand Prix de l'Académie des Sciences Commerciales pour l'ouvrage : Les chemins de la persuasion, Dunod, 1978 ;
- 1987 : Prix de la Fondation HEC pour l'article : Publicité : une révolution des méthodes, Revue Française de Gestion ;
- 1987 : Prix de la Fondation HEC pour l'article : La sensibilité aux marques : un éclairage nouveau pour gérer la marque, Stratégies, 1984 ;
- 1989 : Prix de Harvard-Expansion : mention pour l'ouvrage La marque, McGraw-Hill ;
- 2004 : Tamer S. Cavusgil Award de l'American Marketing Association pour l'article Executive Insights: Real Differences Between Local and International Brands: Strategic Implications for International Marketers, Journal of International Marketing, vol. 12, no 4, 2004 ;
- 2008 : BNP Paribas Pierre Vernimmen Teaching Award.